# ТРЗ Сингидунум
ТРЗ Сингидунум је филмска трајна радна заједница за производњу филмова.
Значајни радови ове куће који су освајали награде како код куће тако у иностранству:
- Анђео чувар (1987) - извршни продуцент
- Време чуда (1989) - извршни продуцент
- Танго аргентино (1992) - извршни продуцент
- Туђа Америка (1992) - копродуцент